# Maxime Crochemore
Maxime Crochemore est un mathématicien et informaticien théoricien français, qui travaille en théorie des automates, algorithmique, combinatoire. Il est connu pour ses contributions à l'algorithmique du texte. En 2018, il est professeur au King's College de Londres.

## Carrière
Crochemore obtient une thèse de troisième cycle en 1978 et une thèse d'État en 1983 à l'université de Rouen-Normandie sous la direction de Dominique Perrin (titre de la thèse : « Régularités évitables »). Il est professeur à l'université Paris-XIII de 1985 à 1989, où il participe à la création du Laboratoire d'informatique de Paris Nord,  puis devient professeur à l'université Paris-Diderot en 1989. Il participe activement à la création du Laboratoire d'informatique Gaspard Monge (LIGM) de l'université Paris-Est-Marne-la-Vallée dont il est directeur pendant 12 ans. Il devient professeur à la création officielle de la nouvelle université. De 2002 à 2007, Crochemore est chercheur sénior au King's College de Londres, où il est professeur depuis 2007, date à laquelle il devient professeur émérite à l'université Paris-Est-Marne-la-Vallée. Crochemore a aussi été, au CNRS, directeur adjoint du département d'informatique et des sciences de la communication de 2004 à 2006.
En 2014, Crochemore est fait docteur honoris causa de l'université d'Helsinki. Une Festschrift en son honneur est publiée en 2009 comme numéro spécial de Theoretical Computer Science.
Maxime Crochemore a dirigé 37 thèses.

## Contributions scientifiques
Crochemore a publié plus de 250 articles, avec 120 coauteurs différents, sur l’algorithmique du texte les algorithmes de recherche de sous-chaîne, l'alignement de séquences, la combinatoire des mots, les régularités inévitables, la compression de données. Il a notamment introduit de nouveaux algorithmes de recherche de motifs, ou d'indexation et de compression de texte. 
Crochemore est coauteur de trois monographies sur la conception d'algorithmes de traitement de données textuelles : Text Algorithms (1994) avec Wojciech Rytter (en)), Jewels of Stringology (2002) aussi avec Wojciech Rytter et Algorithmique du texte (2001) avec Christophe Hancart et Thierry Lecroq, ce dernier a été traduit en anglais par ses auteurs et est paru en version corrigée en 2007. Ses travaux sont beaucoup cités,.
Crochemore a aussi contribué un chapitre aux œuvres de M. Lothaire : il est l'auteur d'un chapitre dans Applied combinatorics on words.
Crochemore a activement participé à la création et au développement de la série de colloques Combinatorial Pattern Matching qui est la conférence principale pour l'algorithmique du texte ; il est co-chair du Steering Committee de ces conférences.

## Publications (sélection)
- Maxime Crochemore et Wojciech Rytter, Text Algorithms, Oxford University Press, 1994, 412 p. (ISBN 978-0-19-508609-6, lire en ligne)
- Maxime Crochemore et Wojciech Rytter, Jewels of Stringology, World Scientific, 2002, 310 p. (ISBN 978-981-02-4782-9)
- (en) Maxime Crochemore, Christophe Hancart et Thierry Lecroq, Algorithms on Strings, New York, Cambridge University Press, 2007, 383 p. (ISBN 978-0-521-84899-2, lire en ligne)
- Maxime Crochemore, Christophe Hancart et Thierry Lecroq, Algorithmique du texte, Vuibert, 2001 (ISBN 978-2-7117-8628-2, lire en ligne)
- (en) M. Lothaire (nom de plume), Applied combinatorics on words, Cambridge (GB), CUP, coll. « Encyclopedia of Mathematics and its Applications » (no 105), 2005, 610 p. (ISBN 978-0-521-84802-2, présentation en ligne)